# 伊力哈木·沙比尔
伊力哈木·沙比尔（維吾爾語：ئىلھام سابىر‎，拉丁维文：Ilham Sabir，1961年2月—），男，维吾尔族，新疆塔城人，中华人民共和国政治人物，在职研究生学历。

## 生平
1978年4月，进入新疆八一农学院农机系农机化专业学习。1983年8月参加工作，历任新疆农业科学院农机化所技术员、助理研究员。1988年4月，出任新疆农业科学院农机化所副所长（副县级）。其间，1990年11月至1991年3月，参加新疆维吾尔自治区第一期社教工作。1990年11月，加入中国共产党。1992年1月，出任新疆农业科学院开发中心副主任、科技开发总公司副总经理（副县级）。
1992年10月，出任中共新疆维吾尔自治区委农工部业务处副处长。1993年8月，出任中共新疆维吾尔自治区委农工部办公室副主任。其间，1993年9月至1994年1月，在大连理工大学企业干部培训班学习。1995年10月，出任新疆维吾尔自治区农机局党组成员、副局长。其间，1996年5月至1996年12月，在中华人民共和国农业部农机化司挂职担任副司长。2000年4月，出任新疆维吾尔自治区农机局党组副书记、局长。其间，2000年9月至11月，在中共新疆维吾尔自治区委党校地厅级领导干部培训班学习；2002年3月至7月，在中央党校新疆班学习。 2005年8月，出任中共博尔塔拉蒙古自治州党委副书记。其间，2005年5月至2007年6月，在新疆农业大学农业工程专业学习，2007年6月毕业，获得在职研究生学历，工程硕士。 2008年12月，出任中共新疆维吾尔自治区水利厅党组书记、副厅长。
2013年3月，出任中共乌鲁木齐市委副书记。2013年4月，任中共乌鲁木齐市委副书记、乌鲁木齐市人民政府党组书记、副市长、代理市长。同时他还是中共新疆维吾尔自治区第八届纪委委员、新疆维吾尔自治区第十二届人大代表。 2014年1月12日上午，乌鲁木齐市十五届人大三次会议在新疆人民会堂闭幕，伊力哈木·沙比尔全票当选乌鲁木齐市人民政府市长。2018年1月16日，不再擔任烏魯木齊市市長。同月25日，當選自治區政協副主席。